# Opòssum cua de rata
L'opòssum cua de rata (Metachirus nudicaudatus) és una espècie de marsupial sense marsupi de la família dels didèlfids. Viu en diferents hàbitats boscosos de Mesoamèrica i Sud-amèrica, des de Nicaragua fins al Paraguai i el nord de l'Argentina. És l'única espècie del gènere Metachirus.
Se'n reconeixen cinc subespècies:
- M. n. nudicaudatus
- M. n. colombianus
- M. n. modestus
- M. n. myosuros
- M. n. tschudii